# デービッド・イゲ
デービッド・ユタカ・イゲ（英語：David Yutaka Ige、日本名：伊芸 豊〈いげ ゆたか〉、1957年1月15日 - ）は、アメリカ合衆国の政治家。ハワイ州知事（第8代）を務めた。2014年に民主党の指名選挙で66パーセントを得票して現職のニール・アバークロンビーを破り、州知事選挙では49.5パーセントの票を得て、共和党のデューク・エオナと無所属のムーフィー・ハンネマンを破った。2014年12月1日に史上4番目のハワイ生まれの州知事として就任した。ハワイ州知事の中ではジョージ・アリヨシに次ぐ2番目の日系人で、沖縄にルーツを持つ知事としては初となる。

## 生い立ち
1957年1月15日にオアフ島パールシティでトキオ・イゲとツルエの間に6人兄弟の四男として誕生する。父方は沖縄県出身、母方は山口県出身である。父であるトキオは第二次世界大戦中に第442連隊戦闘団第100歩兵大隊に従軍し、パープルハート章とブロンズスターメダルを授与されている。戦後、トキオは製鉄所に勤務し、一方の母・ツルエは看護師や歯科衛生士として働いた。トキオは2005年に86歳で他界したが、ツルエはパールシティに住み続けている。
デービッドはパールシティ小学校、ハイランズ中学校、パールシティ高校に通った。パールシティは野球が盛んで、少年時代はパールシティ・リトル・リーグに8年間所属していた。当時新設のパールシティ高校では第3学年で生徒副会長を務め、最終学年で学級委員長になった。また、高校で始めたテニスも徐々に上達し、オアフ島西部地区で優勝するまでになった。学業成績も500人中4位であった。
マサチューセッツ工科大学への入学も認められていたが、ハワイ大学マノア校に進学し、電気工学を専攻した。在学中には学生自治会事務局なども務めた。
また、後に妻となるドーンとも出会った。結婚後1男（マシュー）2女（ローレン、エイミー）をもうけた。

## 職歴
大学卒業後、ハワイアン・テルコムで働きながら、ハワイ大学大学院で決定科学を研究して経営学修士号（MBA）を取得した。1986年、ハワイ・ビジネス・マガジンでハワイ大学MBA取得者トップ10に選ばれた。
会社では電気技師とプロジェクトマネージャーとして34年間勤務し、情報技術、テレコミュニケーション、ネットワーク、公共政策部門に関わった。

## 政治的キャリア
1985年12月2日、当時の州知事ジョージ・アリヨシから指名され、ハワイ議会下院議員となった。1994年からはハワイ議会上院議員を務めた。在任中9つの委員会で議長を経験した。また、主に情報やテレコミュニケーション政策に深く関わった。州情報ネットワークやハワイ情報ネットワーク機構の整備を定めた、ハワイテレコミュニケーション及び情報産業法の制定に尽力した。一方で、経済の多様化にも中心的役割を果たし、ベンチャーキャピタルプログラムやソフトウェア開発支援構想、技術移転プログラムなどを推進した。

### 知事選出馬
2014年、民主党の指名選挙で66％を得票して、現職のニール・アバークロンビーを破り、民主党知事候補に任命された。知事選挙では49.5パーセントの票を得て、共和党のデューク・エオナ候補と無所属のムーフィー・ハンネマン候補を破った。

### 州知事就任
2014年12月1日に前州知事時代からの続投となるシャン・ツツイ副知事と共に州知事の就任を宣誓した。就任式では、「過去を敬い、新しい明日を描こう」というテーマが掲げられた。アメリカ合衆国上院議員を長く務めた故ダニエル・イノウエらと共に第442連隊戦闘団第100歩兵大隊で戦った父への敬意を表す言葉でもある。また、「子供のために」、「おかげさまで」という日本語を取り入れたスピーチを行った。
2023年、日本国政府より令和5年春の叙勲において、旭日重光章が贈られた。

## 参照
1. 1 2  惠隆之介 (2019年8月23日). “現役の米陸軍大将も、ハワイ州知事も沖縄移民三世！　なぜアメリカで沖縄移民が活躍してるのか？”.  日刊SPA!. 2019年12月12日時点のオリジナルよりアーカイブ。2019年12月12日閲覧。
2. ↑  Shikina, Rob (2014年11月6日). “Okinawan newspapers cover Uchinanchu Ige's win”. Honolulu Star-Advertiser 2014年12月14日閲覧。
3. ↑  “ハワイ州知事、周防大島町のサプライズに感激 母親の古里「いとこがいると知らなかった」”. 中国新聞 (2022年8月29日). 2022年8月30日閲覧。
4. ↑  “Roll Call”. 100th Infantry Battalion Veterans Education Center. 2014年12月14日閲覧。
5. ↑  “Governor's Bio”. governor.hawaii.gov.   State of Hawaii. 2014年12月14日閲覧。
6. 1 2  “Sen. David Ige announces candidacy for governor - Hawaii News - Honolulu Star-Advertiser”.   Staradvertiser.com. 2014年8月10日閲覧。
7. 1 2  “Meet David Ige, the Democrat who defeated Hawaii’s governor - OnPolitics”. OnPolitics. 2014年9月20日閲覧。
8. ↑  Bussewitz, Cathy (2014年8月10日). “In stunning defeat, Hawaii Gov. Abercrombie ousted by state Sen. Ige in Democratic primary - 8/10/2014 12:52:20 AM”. Newser.   Newser. 2014年8月10日閲覧。
9. ↑  Cathy Bussewitz and Juliet Williams (2014年8月10日). “Hawaii's governor ousted in stunning primary loss”. Associated Press.  オリジナルの2014年8月9日時点におけるアーカイブ。 2014年8月10日閲覧。
10. ↑  Sullivan, Sean (2014年8月10日). “Hawaii governor loses primary; Schatz holds slim lead over Hanabusa for Senate”. Washington Post 2014年8月14日閲覧。
11. ↑  “Sen. David Ige enters race for governor”.   KHON2 (2013年7月9日). 2014年8月10日閲覧。
12. 1 2  Lincoln, Mileka (2014年12月1日). “David Ige sworn in as eighth Governor of Hawaii”. Hawaii News Now (Raycom Media) 2014年12月14日閲覧。
13. ↑  中村 将 (2015年2月16日). “日系のハワイ州知事　デービッド・イゲ（1）「子供のために」と「おかげさまで」”. 産経新聞 2015年6月14日閲覧。
14. ↑  令和５年春の外国人叙勲 - 内閣府 (PDF)